# Tyrol (village)
« Tirolo » redirige ici.  Pour la région, voir Tyrol.
Cet article concerne le village qui a donné son nom à la région. Pour le Tyrol en tant que région en général, voir Tyrol. Pour le Tyrol en tant que subdivision administrative de l'Autriche actuelle, voir Tyrol (Land). Pour les autres significations, voir Tyrol (homonymie).
Tyrol (en italien : Tirolo, en allemand : Tirol) est une commune italienne d'environ 2 500 habitants située dans la province autonome de Bolzano dans la région du Trentin-Haut-Adige dans le nord-est de l'Italie.

## Géographie
Au 30 novembre 2010, elle avait une population de 2 469 habitants et une superficie de 25,6 km2.

## Démographie

### Distribution linguistique
Selon le recensement de 2011, 96,89% de la population parle l'allemand, 2,89% l'italien et 0,22% la Ladin comme première langue.

## Administration
| Période                                  | Période  | Identité       | Étiquette | Qualité |
| ---------------------------------------- | -------- | -------------- | --------- | ------- |
| 9/5/2005                                 | En cours | Ignaz Ladurner | SVP       | maire   |
| Les données manquantes sont à compléter. |          |                |           |         |

### Hameaux
San Pietro

### Communes limitrophes
Les communes limitrophes sont  Caines, Lagundo, Moso in Passiria, Mérano, Parcines, Rifiano et Scena.